# Bruce Tasker
Pour les articles homonymes, voir Tasker.
Bruce Jarrod Tasker (né le 2 septembre 1987 à Lawrenny, dans le Pembrokeshire) est un athlète et un bobeur britannique. Il se qualifie pour les Jeux olympiques de 2014 en bob à quatre et termine initialement 5e, mais la disqualification successive des deux équipes russes pourrait lui permettre d'obtenir la médaille de bronze.

## Palmarès

### Jeux Olympiques
- : médaillé de bronze en bob à quatre aux Jeux olympiques d'hiver de 2014 à Sotchi  Russie à la suite de la disqualification des équipes russes.

### Coupe du monde
- 2 podiums : 
  - bob à 4 : 1 deuxième place et 1 troisième place.